# Campionati mondiali di badminton 2015
I campionati mondiali di badminton 2015 (in inglese 2015 BWF World Championships) sono stati la 22ª edizione dei campionati mondiali di badminton.
La competizione si è svolta dal 10 al 16 agosto a Giacarta, in Indonesia.

## Medagliere
| Posiz. | Nazione       | Oro | Argento | Bronzo | Totale |
| ------ | ------------- | --- | ------- | ------ | ------ |
| 1      | Cina          | 3   | 2       | 1      | 6      |
| 2      | Indonesia     | 1   | 0       | 3      | 4      |
| 3      | Spagna        | 1   | 0       | 0      | 1      |
| 4      | Danimarca     | 0   | 1       | 1      | 2      |
| 5      | Malaysia      | 0   | 1       | 0      | 1      |
| 5      | India         | 0   | 1       | 0      | 1      |
| 6      | Giappone      | 0   | 0       | 3      | 3      |
| 7      | Corea del Sud | 0   | 0       | 2      | 2      |
| Totale | Totale        | 5   | 5       | 10     | 20     |

## Podi
| Evento              | Oro                            | Argento                                 | Bronzo                                  |
| Singolare maschile  | Chen Long                      | Lee Chong Wei                           | Kento Momota                            |
| Singolare maschile  | Chen Long                      | Lee Chong Wei                           | Jan Ø. Jørgensen                        |
| Singolare femminile | Carolina Marín                 | Saina Nehwal                            | Sung Ji-hyun                            |
| Singolare femminile | Carolina Marín                 | Saina Nehwal                            | Lindaweni Fanetri                       |
| Doppio maschile     | Mohammad Ahsan Hendra Setiawan | Liu Xiaolong Qiu Zihan                  | Lee Yong-dae Yoo Yeon-seong             |
| Doppio maschile     | Mohammad Ahsan Hendra Setiawan | Liu Xiaolong Qiu Zihan                  | Hiroyuki Endo Kenichi Hayakawa          |
| Doppio femminile    | Tian Qing Zhao Yunlei          | Christinna Pedersen Kamilla Rytter Juhl | Nitya Krishinda Maheswari Greysia Polii |
| Doppio femminile    | Tian Qing Zhao Yunlei          | Christinna Pedersen Kamilla Rytter Juhl | Naoko Fukuman Kurumi Yonao              |
| Doppio misto        | Zhang Nan Zhao Yunlei          | Liu Cheng Bao Yixin                     | Tontowi Ahmad Liliyana Natsir           |
| Doppio misto        | Zhang Nan Zhao Yunlei          | Liu Cheng Bao Yixin                     | Xu Chen Ma Jin                          |